# Valens Acidalius
Valens Acidalius, conhecido também por Valtin Havekenthal (Wittstock, 1567 – Neisse, 25 de maio de 1595) foi um crítico e poeta alemão, que escrevia em latim.

## Biografia
Acidalius era filho de um pastor que trabalhava em Wittstock. Estudou nas universidades de Rostock, Greifswald e Helmstedt. Mesmo em sua juventude, seus poemas em latim causaram um rebuliço. Em 1590, acompanhou seu amigo Daniel Bucretius (Daniel Rindfleisch) à Itália, onde publicou seu primeiro trabalho literário, uma edição de Marco Veleio Patérculo. Acidalius estudou Filosofia e Medicina em Bolonha e doutorou-se nas duas disciplinas.
Porém, o trabalho prático como médico não lhe atraía e, portanto, concentrou-se na crítica de obras clássicas. Retornou à Alemanha em 1593, após vários ataques de febre, estabelecendo-se em Breslau, a cidade natal de seu amigo Bucretius. Na primavera de 1595, aceitou um convite de seu amigo e apoiador, o chanceler episcopal Wacker von Wackenfels para ir morar em Neisse. Lá, morreu de febre na idade de apenas vinte e oito anos.

## Publicações
- Velleius Paterculus, 1590, Pádua
- Animadversiones in Cúrcio, 1594, Frankfurt

Póstumo
- uma coleção de poemas, elegias, odes e epigramas, 1603, Liegnitz
- Centuria prima epistolarum, 1606, Hanau
- Divinationes et interpretationes in comoedias Plauti, 1607, Frankfurt, 566 páginas
- Notae in Taciti opera, 1607, Hannover
- Notae in Panegyrici veteres, 1607, Heidelberg

Controverso
- Disputatio nova contra mulieres, qua probatur eas homines non esse, 1595, provavelmente impresso em Zerbst, 11 folhas de 4º. Um tratado que causou muita irritação entre os teólogos da época por causa de seus preceitos blasfêmicos. Seus atacantes ignoraram o fato de que o tratado foi concebido como uma paródia dos métodos socinianos de refutar a natureza divina de Cristo. Durante sua vida, Acidalius negou ter escrito estes papéis. Acredita-se que, apesar de Acidalius realmente não ter escrito o tratado, ele no entanto, influenciou a sua criação. Assim, o verdadeiro autor permanece anônimo.[1]